# جويل هومبيرتو روجاس بيريز
جويل هومبيرتو روجاس بيريز هو رسام كوبي، ولد في 16 مارس 1968 في سانتا كلارا في كوبا.